# NGC 1454
NGC 1454 је појединачна звезда у сазвежђу Еридан која се налази на NGC листи објеката дубоког неба.
Деклинација објекта је - 20° 39' 6" а ректасцензија 3h 45m 59,3s. Привидна величина (магнитуда) објекта NGC 1454 износи 11,6 а фотографска магнитуда 15,3.